# 狼のバラード
「狼のバラード」（おおかみのバラード）は、1973年10月に発売された五木ひろしのシングルである。

## 解説
- 毎日放送製作の連続TV時代劇『狼・無頼控』の主題歌として使用された。ドラマ主題歌としてのリリースを主眼としており、歌謡番組でもドラマとの直接的な関連性が薄いB面の「道」の方が多く歌われた。
  - レコードジャケットも、両方の曲名を同じサイズで表記していたため、事実上の両A面扱いとなっていた。
  - 「よこはま・たそがれ」から「別れの鐘の音」までのシングルA面曲を収録したシングル・コレクション・アルバム『オリジナルの世界／ゴールド・ディスク十二枚』でも「狼のバラード」ではなく「道」が収録されている。
  - こうした経緯から、コンピレーションアルバムなどでCD化される際には、五木のアルバムよりも時代劇テーマ曲集に収録されることが多い。
- 『週刊現代』2014年6月14日号の、週現「熱討スタジアム」『五木ひろしの「よこはま・たそがれ」を語ろう』では、「ディープ・ピープル（討論に参加した五木、平尾昌晃、長沢純）が選ぶ思い出の五木ひろし」の欄にて平尾が「道」を選んだ（五木は「夜空」、長沢は「よこはま・たそがれ」を選曲）。

## 収録曲
- 両楽曲共に、作詞：山口洋子／作曲：平尾昌晃／編曲：竜崎孝路

1. 狼のバラード（3分32秒）
2. 道（3分4秒）